# Themenwanderweg

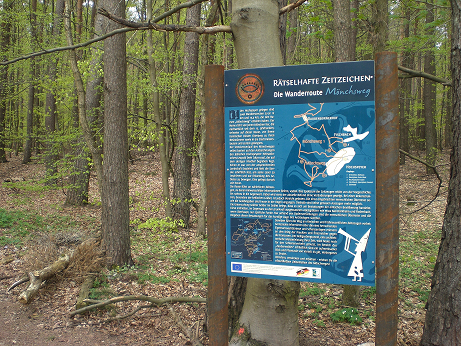
Themenwanderweg Mönchsweg bei Hochspeyer

Ein Themenwanderweg (auch: Themenweg oder thematischer Wanderweg) ist ein Wanderweg mit einem Oberthema, das entweder die Region benennt (wie z. B. der Saar-Hunsrück-Steig) oder auf lokale oder regionale Besonderheiten hinweist (Fränkischer Rotweinwanderweg, Märchenlandweg). Verantwortlich für Errichtung und Erhaltung sind im Regelfall Gemeinden oder örtliche Vereine.
Themenwanderwege stehen außerhalb der klassischen Hierarchie des Wanderwegenetzes (Fernwanderweg, Hauptwanderweg, Gebietswanderweg, Ortswanderweg, Verbindungs- oder Zubringerweg), jedoch können Ortswanderwege auch als thematische Wanderwege ausgelegt sein. Die Weglänge ist hierbei nicht definiert. Neben örtlichen Rundwanderwegen können Themenwanderwege auch mehrere hundert Kilometer Länge aufweisen und nur in mehreren Tagesetappen gewandert werden. Neben Bildungsaufgaben dienen sie auch der Erholung. Sie können thematisch zusammengehörige Plätze, Gebäude oder Naturerscheinungen durch eine ausgeschilderte Route verbinden, aber auch eigens platzierte Exponate zeigen.
Während Themenwanderwege durch ihre Anlage auch Motivation zum Wandern geben, steht bei Lehrpfaden das pädagogische oder Bildungsziel im Vordergrund.
In Österreich gibt es mehr als 300 Themenwanderwege. Mit diesen Wegen sollen dem Fremdenverkehr in den Alpen neue Impulse gesetzt werden, aber auch das Wandernetz soll ansprechend verdichtet werden.